# بغداده، پاکستان
بغداده (به انگلیسی: Baghdada) یک منطقهٔ مسکونی در پاکستان است که در ناحیه مردان واقع شده‌است. بغداده ۲۸۸ متر بالاتر از سطح دریا واقع شده‌است.